# سیارک ۲۴۳۲
سیارک ۲۴۳۲ (به انگلیسی: 2432 Soomana، نامگذاری:1981FA) دو هزار و چهارصد و سی و دومین سیارک کشف شده‌است که در ۳۰ مارس ۱۹۸۱ کشف شد.
قدر مطلق سیارک برابر ۱۲٫۸۰ است.